# Hubert Summers Ellis
Hubert Summers Ellis (* 6. Juli 1887 in Hurricane, Putnam County, West Virginia; † 3. Dezember 1959 in Huntington, West Virginia) war ein US-amerikanischer Politiker. Von 1943 bis 1949 vertrat er den vierten Wahlbezirk des Bundesstaates West Virginia im US-Repräsentantenhaus.

## Werdegang
Hubert Ellis besuchte die öffentlichen Schulen seiner Heimat und danach das Marshall College in Huntington. Von 1910 bis 1917 war er als Händler und im Bankgeschäft tätig. Während des Ersten Weltkrieges diente er als Oberleutnant in einer Artillerieeinheit der US-Armee. Nach dem Krieg stieg er auch in das Versicherungsgeschäft ein.
Politisch war Ellis Mitglied der Republikanischen Partei. 1942 wurde er als deren Kandidat im vierten Distrikt von West Virginia in das US-Repräsentantenhaus in Washington, D.C. gewählt, wo er am 3. Januar 1943 die Nachfolge des Demokraten George William Johnson antrat. Nach zwei Wiederwahlen konnte Ellis bis zum 3. Januar 1949 drei Legislaturperioden im Kongress absolvieren, die zunächst von den Ereignissen des Zweiten Weltkrieges und dann von dem beginnenden Kalten Krieg bestimmt waren.
Bei den Wahlen des Jahres 1948 unterlag Ellis dem Demokraten Maurice G. Burnside. Im Jahr 1950 kandidierte er erfolglos für seine Rückkehr in den Kongress. Von 1954 bis 1958 war Hubert Ellis der für West Virginia zuständige Direktor der Federal Housing Administration. Er starb am 3. Dezember 1959 in Huntington.